# Estnisch-russische Beziehungen
Die Estnisch-russischen Beziehungen bezeichnen das zwischenstaatliche Verhältnis zwischen Estland und Russland. Das Staatsgebiet Estlands gehörte zum Russischen Kaiserreich und später zur Sowjetunion, weshalb heute in eine große russische Minderheit in Estland lebt. Die Estnische Sozialistische Sowjetrepublik wurde 1991 von der UdSSR unabhängig, und damit die 1940 von den Sowjets völkerrechtswidrig annektierte Republik Estland wieder hergestellt. Seitdem blieb das Verhältnis beider Staaten von den negativen Ereignissen der Vergangenheit überschattet. Russland hat den NATO-Beitritt Estlands 2004 nicht akzeptiert und eine Diskriminierung der Russen in Estland beklagt, während Estland sich über russische Spionage und Hackerangriffe beschwert und die russische Außenpolitik unter Wladimir Putin als Bedrohung empfunden hat. Eine Eskalation erfolgte mit dem Russischen Überfall auf die Ukraine im Jahr 2022. Die estnische Regierung sprach sich solidarisch mit der Ukraine aus und schloss sich den Sanktionen gegen Russland an, weshalb Estland von Russland auf die Liste unfreundlicher Staaten genommen wurde. Tallin hat die diplomatischen Kontakte mit Russland infolgedessen auf ein Minimum zurückgefahren und seine eigene militärische Abwehrbereitschaft erhöht.

## Geschichte

### Vorgeschichte

Russland erlangte die Kontrolle über Estland durch den Frieden von Nystad (1721)

Russische Staaten wie die Republik Nowgorod, das Großfürstentum Moskau und später das Zarentum Russland konkurrierten seit dem Mittelalter mit Mächten wie Polen-Litauen, Schweden und dem Deutschordensstaat um das Baltikum und die Kontrolle von Handelsrouten im Ostseeraum. Zwischen 1558 und 1582 eroberte der russische Zar Iwan der Schreckliche große Teile des estnischen Festlands, aber schließlich wurden seine Truppen von schwedischen und litauisch-polnischen Armeen vertrieben. Im 17. Jahrhundert siedelten sich verstärkt verfolgte russische Altgläubige in Estland an. Im 18. Jahrhundert, nach der Eroberung des nördlichen Baltikums, einschließlich Estlands, durch Russland von Schweden im Großen Nordischen Krieg (1700–1721), folgte eine zweite Einwanderungswelle aus Russland. Obwohl die Region unter der neuen Herrschaft stand, blieb die Macht in der Region jedoch hauptsächlich in den Händen des örtlichen baltendeutschen Adels. Jedoch wurde eine begrenzte Anzahl von Verwaltungsstellen nach und nach von Russen übernommen, die sich in Reval (Tallinn) und anderen größeren Städten niederließen. Der Zusammenbruch des Russischen Reiches im Ersten Weltkrieg führte zur Unabhängigkeitserklärung Estlands im Februar 1918. Mit Unterstützung der Baltischen Landeswehr konnte Estland sich im Estnischen Freiheitskrieg gegen Sowjetrussland behaupten. Der Vertrag von Tartu wurde am 2. Februar 1920 unterzeichnet. Mit dem Vertrag erkannte Sowjetrussland die Unabhängigkeit Estlands an und verzichtete auf jegliche Ansprüche. Zu diesem Zeitpunkt tobte noch der Russische Bürgerkrieg.

### Estnisch-sowjetische Beziehungen in der Zwischenkriegszeit
Von der Republik Estland wurden für die Zeit sehr fortschrittliche Minderheitenrechte für die Russen im Land eingeführt. Der Staat war auch tolerant gegenüber der russisch-orthodoxen Kirche und wurde nach der Oktoberrevolution zur Heimat vieler russischer Emigranten und Flüchtlinge. Kurz nach der Gründung der Sowjetunion im Jahr 1922 führten die Krankheit und der Tod des sowjetischen Führers Wladimir Lenin (am 21. Januar 1924) zu einem Machtkampf zwischen Leo Trotzki und Josef Stalin. Die sowjetische Außenpolitik gegenüber Estland begann sich zu wandeln. Am 1. Dezember 1924 unternahm die Komintern einen erfolglosen Putschversuch in Estland, um die dortige bürgerliche Republik zu stürzen.

Einflusssphären des Molotow-Ribbentrop-Pakt von 1939

1932 unterzeichneten Estland und die UdSSR schließlich einen Nichtangriffspakt, indem die Sowjets zusagten, die Unabhängigkeit der Esten zu respektieren. Jedoch vereinbarte im August 1939 Stalin mit Adolf Hitler den Deutsch-sowjetischen Nichtangriffspakt, ⁣⁣der die Aufteilung Osteuropas in Einflusssphären vorsah, wobei Estland in die sowjetische Sphäre fiel. Am 24. September 1939 tauchten Kriegsschiffe der Roten Marine vor estnischen Häfen auf, sowjetische Bomber begannen eine Drohpatrouille über Tallinn und dem Umland. Angesichts des Orzeł-Zwischenfalls begann die sowjetische Propaganda Estland anzugreifen. Moskau forderte Estland auf, der UdSSR die Einrichtung von Militärstützpunkten und die Stationierung von 25.000 Soldaten auf estnischem Boden zu gestatten. Estland war gezwungen, den Sowjetisch-estnischen Beistandsvertrag zu unterzeichnen, der den sowjetischen Streitkräften Zugang zum Staatsgebiet Estlands gewährte.
Die Präsenz sowjetischer Truppen im Land bildete die Grundlage für die bald darauf erfolgende Annexion Estlands nach einem angeblichen „Bruch“ des „Beistandspaktes“ und einem Einmarsch der Roten Armee in Estland. Die von den Sowjets eingesetzte Marionettenregierung erklärte Estland am 21. Juli 1940 zur „Sowjetrepublik“ und forderte am selben Tag einstimmig den „Beitritt“ Estlands zur Sowjetunion. Am 6. August 1940 wurde Estland offiziell der Sowjetunion angegliedert und als neue Verwaltungseinheit der UdSSR in Estnische Sozialistische Sowjetrepublik (Estnische SSR) umbenannt. Von ausländischen Mächten wie den Vereinigten Staaten oder dem Vereinigten Königreich wurde die Annexion nicht anerkannt.

### Estnische Sozialistische Sowjetrepublik

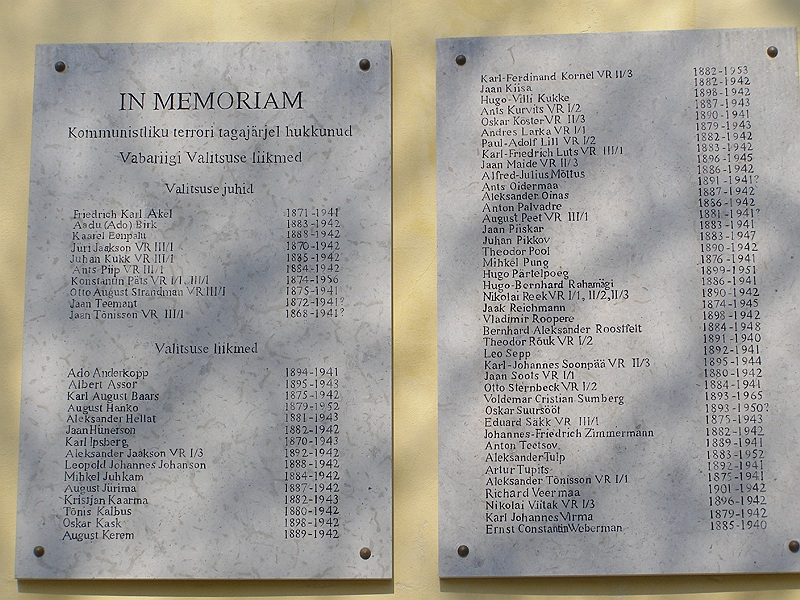
Gedenktafel am Stenbock-Haus, dem Sitz der estnischen Regierung in Toompea, zum Gedenken an die vom kommunistischen Terror ermordeten Politiker

Im ersten Jahr der sowjetischen Besatzung (1940–1941) wurden über 8.000 Menschen verhaftet, darunter die meisten führenden Politiker und Militärs des Landes. Etwa 2.200 der Verhafteten wurden in Estland hingerichtet, während die meisten anderen in Gefangenenlager in Russland gebracht wurden, von wo aus nur sehr wenige später lebend zurückkehren konnten. Nahezu die gesamte politische Elite Estland wurde getötet oder deportiert, wenn sie sich nicht vorher ins Ausland absetzten konnte. Der letzte Präsident von Estland, Konstantin Päts, wurde am 30. Juli 1940 von den Sowjets verhaftet und nach Ufa in Russland deportiert. Er starb 1956 in Gefangenschaft in einer psychiatrischen Klinik in Kalinin (heute Twer) in Russland. Am 14. Juni 1941, als die Juni-Deportation gleichzeitig in allen drei baltischen Ländern stattfand, wurden etwa 10.000 estnische Zivilisten nach Sibirien und in andere entlegene Gebiete der Sowjetunion deportiert, wo viele von ihnen in den nächsten Jahren starben.
Mit dem deutschen Angriff auf die Sowjetunion fiel Estland an NS-Deutschland. Vor dem Einmarsch der Deutschen entführten die Sowjets 32.100 estnische Männer, die unter dem Vorwand der Mobilisierung in die Rote Armee nach Russland zwangsumgesiedelt wurden. Als Zwangsarbeiter kamen knapp 40 Prozent von ihnen in der Folgezeit ums Leben. Die sowjetischen Streitkräfte eroberten Estland im Herbst 1944 nach heftigen Kämpfen im Nordosten des Landes zurück. Angesichts der erneuten Besetzung des Landes durch die Rote Armee flohen 80.000 Menschen auf dem Seeweg aus Estland nach Finnland und Schweden und wurden zu Flüchtlingen und später zu Exilanten. Die Widerstandskämpfer der Waldbrüder versteckten sich in den Wäldern und kämpften als Partisanen gegen die Sowjets. Erst die erneuten Massendeportationen von 1949, bei der etwa 21.000 Menschen verschleppt wurden, brach der Partisanenbewegung das Rückgrat. Der letzte Waldbruder in Estland wurde 1978 vom KGB getötet.

Grenzveränderungen zugunsten Russlands in der Zeit der sowjetischen Okkupation

Während des ersten Nachkriegsjahrzehnts des Sowjetregimes wurde Estland von Moskau aus über russischstämmige estnische Gouverneure regiert. Viele von ihnen hatten in der Roten Armee (im estnischen Schützenkorps) gekämpft, nur wenige beherrschten die estnische Sprache. Zahlreiche Russen wurden in der Estnischen SSR angesiedelt, deren Anteil an der Bevölkerung bis in die 1970er Jahre auf mehr als ein Drittel anstieg. Die Estnische SSR war eine verhältnismäßig hoch entwickelte Republik der UdSSR und ein Zentrum der sowjetischen Computerindustrie. In den 1980er Jahren erlebte der separatistische Aktivismus in der Sowjetunion nach den Reformen von Michail Gorbatschow einen Aufschwung. Im August 1989 unterstützen sich die Unabhängigkeitsbewegungen im Baltikum gegenseitig durch die Bildung einer über 600 Kilometer langen Menschenkette.
Das erste frei gewählte Parlament während der Sowjetzeit in Estland hatte am 8. Mai 1990 Unabhängigkeitsbeschlüsse verabschiedet und die Estnische SSR in Republik Estland umbenannt. Nach dem Augustputsch in Moskau gab das estnische Parlament am 20. August 1991 die Erklärung zur Wiederherstellung der vollständigen Unabhängigkeit des Landes ab. Am 6. September 1991 erkannte der Staatsrat der Sowjetunion die Unabhängigkeit Estlands an, unmittelbar gefolgt von der internationalen Anerkennung der Republik Estland.

### Estnisch-russische Beziehungen nach 1991
Die russisch-estnischen Beziehungen wurden im Januar 1991 aufgenommen, als der Präsident der Russischen SSR, Boris Jelzin, und Arnold Rüütel von Estland in Tallinn zusammentrafen und einen Vertrag unterzeichneten, der die Beziehungen der beiden Länder nach der erwarteten Unabhängigkeit Estlands von der Sowjetunion regelte. Der Vertrag garantierte allen Einwohnern der ehemaligen Estnischen SSR das Recht, ihre Staatsbürgerschaft frei zu wählen. Die Beziehungen Estlands zu Boris Jelzin verschlechterten sich, nachdem der russische Staatschef im Januar 1991 zunächst noch seine Solidarität mit den baltischen Staaten bekundet hatte. Probleme im Zusammenhang mit dem Abzug der russischen Truppen aus den baltischen Republiken und Estlands Weigerung, Russen, die sich zwischen 1941 und 1991 in Estland niedergelassen hatten, und ihren Nachkommen automatisch die estnische Staatsbürgerschaft zu verleihen, führten zu Konflikten.
Am 1. Juli 1993 verabschiedete der Oberste Sowjet Russlands aus Verärgerung über das estnische Ausländergesetz eine Resolution „über Maßnahmen im Zusammenhang mit der Verletzung der Menschenrechte auf dem Territorium der Estnischen Republik“ und forderte Sanktionen gegen Estland, einschließlich eines vollständigen Stopps des Truppenabzuges. 1994 zogen schließlich die letzten russischen Truppen aus Estland ab. Im Februar 2002 legte der stellvertretende russische Außenminister Jewgeni Gussarow der estnischen Botschafterin Karin Jaani eine Liste mit sieben Forderungen vor, die Estland erfüllen sollte, um die Beziehungen zwischen den beiden Ländern zu verbessern. Zu diesen Forderungen gehörten u. a. die Einführung des Russischen als Amtssprache in den Regionen, in denen die russischsprachige Minderheit die Mehrheit bildet, die Verleihung der Staatsbürgerschaft an Angehörige der russischen Minderheit, die offizielle Registrierung der russisch-orthodoxen Kirche und die Bereitstellung von Sekundar- und Hochschulbildung in russischer Sprache.

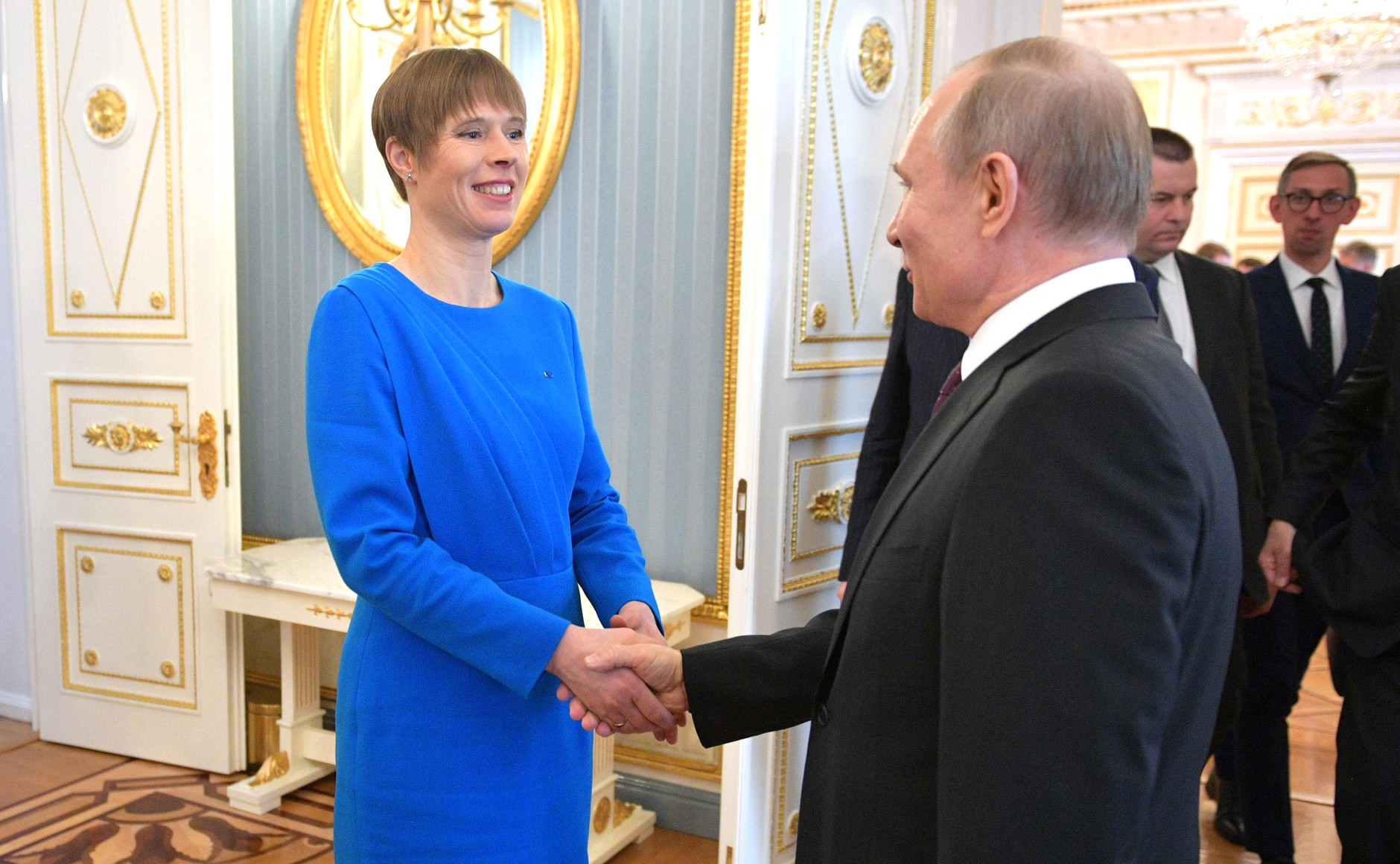
Kersti Kaljulaid mit Wladimir Putin im Kreml (2019)

Die Verlegung des Bronzesoldaten von Tallinn und die Exhumierung der dort begrabenen Leichen von einem Platz im Zentrum Tallinns auf einen Militärfriedhof im April 2007 hat eine scharfe russische Reaktion hervorgerufen. Der Föderationsrat Russlands verabschiedete am 27. April eine Erklärung zu dem Denkmal, in der die staatlichen Behörden dazu aufgefordert wurden, die „härtesten Maßnahmen“ gegen Estland zu ergreifen. Die Verlegung des Brozesoldaten führte zu Angriffen auf die estnische Botschaft in Moskau und zu Randalen russischer Jugendlicher in Tallinn. Am 27. April 2007 begann eine Reihe von Cyberangriffen, die die Websites estnischer Organisationen, darunter das estnische Parlament, Banken, Ministerien, Zeitungen und Rundfunkanstalten. Estnische Beamte beschuldigten Russland hinter der Attacke gesteckt zu haben.
Am 5. September 2014 wurde der Beamte des estnischen Dienstes für innere Sicherheit, Eston Kohver, mit vorgehaltener Waffe in der Nähe des Grenzkontrollpunkts Luhamaa von russischen Kräften entführt und nach Russland gebracht. Der Entführung gingen eine Störung der estnischen Kommunikation und der Einsatz einer Rauchgranate voraus. Der Vorfall ereignete sich während des laufenden Konfliktes in der Ukraine und nach einem Besuch von US-Präsident Barack Obama in Estland. Russland räumte ein, Kohver festgenommen zu haben, behauptete aber, er habe sich zum Zeitpunkt der Festnahme auf russischem Gebiet befunden. Kohver wurde in Russland zu 15 Jahren Haft verurteilt, jedoch im September für einen russischen Spion in Estland eingetauscht.
Endgültig feindschaftlich wurden die Beziehungen mit dem russischen Überfall auf die Ukraine 2022. Estland schloss sich im Frühjahr 2022 anderen Ländern an und erklärte eine Reihe von russischen Diplomaten zur persona non grata und verhängte Wirtschaftssanktionen. Estland hat daneben ein Verbot für einige Medienkanäle mit Sitz in Russland verhängt. Zusätzlich verbot es Russen im September 2022 die Einreise und am 18. Oktober 2022 stimmte das estnische Parlament dafür, Russland offiziell als terroristischen Staat zu deklarieren. Die estnische Premierministerin Kaja Kallas verkündete, dass der russische Angriff auf die Ukraine mit einer „russischen Niederlage“ und der Aufteilung Russlands in „Kleinstaaten“ enden müsse und forderte einen direkten Eingriff der NATO in den Ukrainekonflikt. Im Februar 2024 schrieb Russland Kallas wegen „feindlicher Handlungen gegen die historische Erinnerung und gegen unser Land“ zur Fahndung aus. Aus Angst vor einem möglichen russischen Angriff hat Estland seine Militärausgaben deutlich erhöht und plant gemeinsam mit den baltischen Nachbarn den Bau von Bunkern an der Grenze zu Russland.